# Eonycteris
Eonycteris (Dobson, 1873) è un genere di pipistrello della famiglia degli Pteropodidi. 

## Descrizione

### Dimensioni
Al genere Eonycteris appartengono pipistrelli di medie dimensioni con la lunghezza della testa e del corpo tra 85 e 125 mm, la lunghezza dell'avambraccio tra 60 e 85 mm, la lunghezza della coda tra 12 e 33 mm e un peso fino a 90 g.

### Caratteristiche craniche e dentarie
Il cranio ha un rostro lungo e sottile e la scatola cranica relativamente meno deflessa rispetto agli altri membri della sottofamiglia. Le ossa pre-mascellari sono in semplice contatto. I denti masticatori sono eccessivamente ridotti e fuoriescono a malapena dalle gengive. 
Sono caratterizzati dalla seguente formula dentaria:

### Aspetto
La pelliccia è corta. Il colore delle parti superiori varia dal brunastro al marrone scuro, mentre le parti ventrali sono più chiare. Nelle femmine i lati del collo sono quasi privi di peli, mentre nei maschi nella stessa zona sono presenti dei vistosi ciuffi di lunghi peli più scuri. Il muso è lungo, stretto e privo di verruche sulle labbra. La lingua è lunga, sottile, estensibile e ricoperta in punta di papille filiformi. Le orecchie sono arrotondate e con il lobo antitragale piccolo. La coda è lunga quanto l'arto inferiore. Il calcar è presente, mentre l'uropatagio è ridotto ad una sottile membrana lungo la parte interna degli arti inferiori. Le membrane alari sono ben distanziate tra loro, essendo attaccate sui fianchi del corpo e posteriormente tra il primo e secondo dito del piede. Il secondo dito della mano è privo dell'artiglio. In alcune specie sono presenti due grosse ghiandole anali. La tibia è priva di peli. Il quinto metacarpo è notevolmente più corto del terzo.

## Tassonomia
Il genere comprende tre specie.
- Eonycteris major
- Eonycteris robusta
- Eonycteris spelaea